# Großsteingräber bei Gehmkendorf
Die Großsteingräber bei Gehmkendorf (auch Großsteingräber bei Remlin oder Großsteingräber bei Klein Wüstenfelde) waren drei megalithische Grabanlagen der jungsteinzeitlichen Trichterbecherkultur bei Klein Wüstenfelde, einem Ortsteil von Jördenstorf im Landkreis Rostock (Mecklenburg-Vorpommern). Heute existiert nur noch ein Grab. Das erhaltene Grab 1 trägt die Sprockhoff-Nummer 393 und das zerstörte Grab 2 die Nummer 394.

## Lage und Benennung
Zwischen Remlin, Klein Wüstenfelde, Gehmkendorf und Schwasdorf gab es ursprünglich mindestens sechs Großsteingräber, von denen heute nur noch zwei existieren. Die Gräber wurden von verschiedenen Autoren unterschiedlich benannt und nummeriert. Im Folgenden wird das System von Schuldt übernommen. Das Grab Gehmkendorf 1 liegt gut 2 km nördlich von Gehmkendorf. Etwa 540 m südöstlich lag Grab 2. Beide Standorte befinden sich eigentlich auf dem Gebiet von Klein Wüstenfelde, dennoch führte Schuldt beide Anlagen unter Gehmkendorf. Ähnlich verhielt es sich mit Grab Gehmkendorf 3, das wohl nordwestlich von Grab 1 auf dem Gebiet von Remlin an der Straße nach Schwasdorf lag. 250 m nordwestlich von Grab 1 liegt das noch erhaltene Großsteingrab Schwasdorf.
| MJB      | Sprockhoff     | Schuldt/Beier | Denkmalliste           | Anmerkungen |
| -------- | -------------- | ------------- | ---------------------- | ----------- |
| –        | Remlin 2 (393) | Gehmkendorf 1 | Klein Wüstenfelde 2    |             |
| –        | Remlin 3 (394) | Gehmkendorf 2 | Klein Wüstenfelde 2(?) | zerstört    |
| Remlin 1 | Remlin 4       | Gehmkendorf 3 | –                      | zerstört    |
| Remlin 2 | –              | Remlin 1      | –                      | zerstört    |
| Remlin 3 | –              | Remlin 2      | –                      | zerstört    |
| –        | Remlin 1 (392) | Schwasdorf    | Klein Wüstenfelde 1    |             |

## Forschungs- und Zerstörungsgeschichte
Grab 3 wurde bereits in den 1840er Jahren zerstört, konnte aber 1843 noch von Friedrich Franz Elias von Kardorff und Johann Ritter untersucht werden. Ernst Sprockhoff dokumentierte die Gräber 1 und 2 am 6. April 1933 für seinen Atlas der Megalithgräber Deutschlands. Grab 2 wurde 1971 abgetragen.

## Beschreibung

### Grab 1
Grab 1 befindet sich in schlechtem Zustand. Es besitzt eine flache Hügelschüttung mit einer Länge von 17 m und einer Breite von 13 m. Auf dem Hügel liegen mehrere große Steine, deren ursprüngliche Position sich nicht genau bestimmen lässt. Bei einem Stein dürfte es sich um einen Deckstein handeln. Die genaue Lage, die Größe und der Typ der Grabkammer sind unklar.

### Grab 2
Sprockhoff konnte bei seiner Untersuchung noch eine nordost-südwestlich orientierte Grabkammer feststellen. Kein Stein stand mehr in situ. An der nordwestlichen Langseite waren noch drei verschleppte bzw. verschobene Wandsteine erhalten. Zwei Wandsteine der südöstlichen Langseite waren nach außen umgefallen. Von den zwei erhaltenen Decksteinen war einer verschleppt und der andere ins Innere der Kammer gefallen. Die Breite der Kammer betrug etwa 1,70 m. Da die Abschlusssteine an den Schmalseiten fehlten, ließ sich die Länge der Kammer nicht mehr bestimmen. Ewald Schuldt ordnete das Grab als Großdolmen ein.

### Grab 3

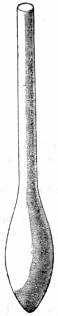
Holzkeule aus dem Großsteingrab Gehmkendorf 3

Grab 3 besaß ein nord-südlich orientiertes rechteckiges Hünenbett mit einer Länge von 80 Fuß (24 m) und einer Breite von 34 Fuß (10 m). Die Hügelschüttung hatte eine Höhe von 5 Fuß (1,50 m) im Norden und 3 Fuß (0,90 m) im Süden. Die steinerne Umfassung war 1843 noch weitgehend intakt, lediglich an der nördlichen Schmalseite waren bereits einige Steine verschleppt worden.
In der Mitte des Hünenbetts befand sich die nord-südlich orientierte Grabkammer. Ihre Länge betrug 20 Fuß (6 m) und ihre Breite 6 Fuß (1,80 m). Die Kammer war aus Findlingen von 7–9 Fuß (2,10–2,70 m) Höhe errichtet worden. Die Kammer besaß vier Decksteine, von denen einer 2,60 × 1,50 × 1,20 m maß. Die Zwischenräume der Wandsteine waren mit Trockenmauerwerk aus Rotsandstein verfüllt. Nach Ewald Schuldt handelt es sich bei der Anlage um ein Ganggrab.
Der Kammerboden bestand zuunterst aus einer Schicht aus Dammsteinen. Darauf lag eine Tonschicht. Auch außerhalb wurde zwischen den Langseiten der Kammer und der Umfassung eine Schicht aus Dammsteinen festgestellt. An den Schmalseiten war die Kammer durch senkrecht in den Boden eingelassene Sandsteinplatten in Quartiere eingeteilt. Die Kammer war mit einem Gemisch aus Lehm und Steinen bis unter die Decke verfüllt. Funde traten nur in der Tonschicht auf. Hierzu gehörten Skelettreste, eine Kugelamphore, Scherben einer zweiten Kugelamphore und weiterer Gefäße, eine Holzkeule, Reste von Bernsteinschmuck sowie Klingen oder Abschläge aus Feuerstein. Von diesen Funden ist nur die Kugelamphore erhalten. Sie ist heute im Besitz des Archäologischen Landesmuseums Mecklenburg-Vorpommern in Schwerin.